# أنطونيو سانتورو (لاعب كرة قدم)
انتونيو سانتورو (بالإيطالية: Antonio Santurro) (29 فبراير 1992 ببارما في إيطاليا - ) هو لاعب كرة قدم دومينيكاني في مركز حراسة المرمى. لعب مع نادي بولونيا وSSD Savoia 1908 FC ‏.

## وصلات خارجية
- انتونيو سانتورو على موقع الاتحاد الأوربي (الإنجليزية)
- انتونيو سانتورو على موقع قاعدة بيانات كرة القدم.إي يو (الإنجليزية)
- انتونيو سانتورو على موقع Soccerway.com (الإنجليزية)